# Рязанская телебашня
Рязанская телебашня — телевизионная и радиовещательная башня, стальная решётчатая башня, расположенная в Рязанской области на территории города Рязани. Высота телебашни составляет 182,5 метров, телебашня является самым высоким сооружением Рязани и входит в список самых высоких телевизионных башен и радиомачт России.

## История

### Строительство
В конце 1955 года Совет Министров РСФСР принял Постановление о строительстве в г. Рязани ретрансляционной телевизионной станции. На основании этого Постановления 3 февраля 1956 года Бюро Обкома КПСС принимает решение о строительстве ретрансляционной телевизионной станции в г. Рязани к 39-й годовщине Великой Октябрьской социалистической революции.
Строительство было начато 1 марта 1956 года, и менее чем за год были построены телевизионная башня высотой 180 м, технические помещения, доставлен из Ленинграда и смонтирован телевизионный передатчик. Параллельно осуществлялось строительство радиорелейной линии связи Москва-Бронницы-Пески-Подлипки-Рязань - первой в Советском Союзе РРЛ, предназначенной для передачи телевизионного сигнала. По радиорелейной линии связи программа Московского телецентра была подана на передатчик, установленный в Рязани.

### Начало вещания
6 ноября 1956 года первый рязанский телевизионный передатчик вышел в эфир, и жители города Рязани и прилегающих районов получили возможность смотреть передачи Московского телевизионного центра.
6 ноября 1956 года отмечается как дата начала телевизионного вещания в г. Рязани и дата рождения предприятия. С этой даты началась история предприятия.

### Развитие телерадиовещания
Все последующие годы – это годы развития предприятия. В 1957–1960 годах в г. Рязани организовано вещание 1-й и 2-й программ Всесоюзного радио. Затем начинается строительство телевизионных ретрансляторов малой мощности в районах области. В 1960-1964 годах в г. г. Касимов, Ряжск, Сасово и п. Шилово установлены маломощные передатчики для вещания 1-й программы Центрального телевидения. 1964-1968 годы – в Рязани начата трансляция 2-й и 4-й программ Центрального телевидения. В это же время стало понятно, что имея телевизионную станцию в г. Рязани, расположенной на краю области и маломощные ретрансляторы, невозможно обеспечить качественный приём телевизионных и радиопрограмм на всей территории области.
Поэтому принимается решение и в 1969 году начинается строительство мощной радиотелевизионной станции в п. Мосолово Шиловского района. Место для строительства станции выбрано в географическом центре области на достаточно высоком месте над уровнем моря . Для максимального охвата вещанием территории области построена антенная опора высотой 350 м и для трансляции 1-й и 2-й программ Центрального телевидения, установлены передатчики с излучаемой мощностью по 25 кВт. Таким образом, было обеспечено покрытие вещанием более 70% территории области. Ранее установленные маломощные ретрансляторы в г. Касимове, Ряжске и Шилово были демонтированы, но всё-таки для целого ряда районов, расположенных вдоль границы Рязанской области возможность качественного приёма теле – и радиопрограмм не была обеспечена.
С 1980 по 1992 год ведётся активное строительство телевизионных ретрансляторов малой мощности в отдаленных районах : Кадоме, Ермиши, Бугровке Милославского района, Михайлове, Милославском, Лесном Конобеево Шацкого района. На ретрансляторах устанавливаются передатчики для трансляции 1-й и 2-й программ телевидения , а в Кадоме, Ермиши и Лесном Конобеево ещё и радиовещательные передатчики для программ «Радио России» и «Юность».
90-е годы оказались очень сложными для предприятия, строительство практически было свернуто и новые передатчики устанавливались только на действующих объектах.
К 2000 году передатчики, установленные в 80-е годы, перестали удовлетворять возросшим требованиям к качеству вещания, к тому же их надежность оставляла желать лучшего. Поэтому в 2001 году все 23 эксплуатировавшиеся в то время маломощных ламповых  передатчика были заменены на современные полупроводниковые передатчики, что позволило существенно сократить затраты и увеличить доходы предприятия за счет более высоких тарифов на вещание новыми передатчиками. ОРТПЦ вновь стал готов к осуществлению строительства новых радиотелевизионных передающих станций, тем более, что возникла острая необходимость наращивания количества транслируемых программ в районах области. Была поставлена задача обеспечить трансляцию 5-6 телевизионных программ на всей территории Рязанской области. Наряду с установкой дополнительных передатчиков на действующих объектах, ведется строительство новых радиотелевизионных передающих станций: 2002 год – в г. Касимове, 2003 год – в г. Михайлове, 2004-2005 годы – в г. Ряжске  и в  2007 году  в п .г. т. Сараи.
К концу 2007 года общее количество ТВ и РВ передатчиков сети вещания достигло 99 единиц, что позволило обеспечить более 90% населения области возможностью принимать 5 и более программ телевидения. В строительстве новых объектов необходимости больше не было, но развитие сети продолжалось, на объектах сети устанавливаются передатчики для трансляции телеканалов «Спорт» (сейчас «Россия-1»), «Петербург- 5 канал», радиопрограмм «Дорожное радио" и «Милицейская волна». На сети сегодня работает 143 телевизионных и радиовещательных передатчика, для подачи программ задействована 71 спутниковая приёмная станция и 600 км цифровых радиорелейных линий связи. В г. г. Скопин, Шилово, Кораблино и Ряжск построены сети кабельного телевидения. Для реализации в кабельных сетях технологии «оптика в дом» проложено 57 км волоконно-оптических линий связи.
А само предприятие за эти годы пережило ряд реорганизаций, смен названия и подчиненности.
Первое название предприятия - Рязанская ретрансляционная телевизионная станция - было установлено приказом Начальника правления связи с 1 января 1957 года.
1 августа 1970 года Рязанская ретрансляционная телевизионная станция переименована в Рязанскую областную радиотелевизионную передающую станцию Приказ начальника ПТУС № 91 от 30.07.1970г.
31 августа 1973 года Рязанская областная радиотелевизионная передающая станция переименована в Рязанский областной радиотелевизионный передающий центр (Приказ № 136 от 31.08.73г.).
29 декабря 1992 года Рязанский ОРТПЦ зарегистрирован как Государственное предприятие «Рязанский областной радиотелевизионный передающий центр» (Решение комитета по управлению имуществом Рязанской области № 233 от 25.12.92 г. п.3, постановление Префекта Октябрьского округа Мэрии г. Рязани № 667 от 28.12.92 г.).
5 января 1999 года Государственное предприятие «Рязанский областной радиотелевизионный передающий центр» реорганизовано путём его присоединения к Федеральному государственному унитарному предприятию «Всероссийская государственная телевизионная и радиовещательная компания» на основании постановления Правительства Российской Федерации от 27 июля 1998 года № 844 «О формировании единого производственно - технологического комплекса государственных электронных средств массовой информации» в Филиал федерального государственного унитарного предприятия «Всероссийская государственная телевизионная и радиовещательная компания» «Рязанский областной радиотелевизионный передающий центр».
1 января 2002 года Филиал федерального государственного унитарного предприятия «Всероссийская государственная телевизионная и радиовещательная компания» «Рязанский областной радиотелевизионный передающий центр» выделен из ВГТРК и создан Филиал федерального государственного унитарного предприятия «Российская телевизионная и радиовещательная сеть» «Рязанский областной радиотелевизионный передающий центр» на основании Указа Президента Российской Федерации от 13.08.01 г. № 1031, распоряжений Правительства Российской Федерации от 17.11.01 г. № 1516-р и от 29.12.01 г. № 1760-р.

## Телеканалы/мультиплексы и радиостанции, передаваемые башней

### Телеканалы/мультиплексы
| Телеканал/мультиплекс          | Частотный канал | Мощность (кВт) | Примечание                                                                      |
| ------------------------------ | --------------- | -------------- | ------------------------------------------------------------------------------- |
| Второй мультиплекс (РТРС-2)    | 27              | 1,0            | Кодирование отсутствует. Вещание с мощностью 1,0 кВт начато 30.12.2014.         |
| Ю                              | 30              | 1,0            |                                                                                 |
| Первый мультиплекс (РТРС-1)    | 43              | 1,0            | Кодирование отсутствует. Вещание с мощностью 1,0 кВт начато 29.01.2014 в 11:00. |
| РЕН ТВ / РЕН ТВ Рязань (ТКР)   | 47              | 1,0            | Вещание приостановлено.                                                         |
| Disney                         | 52              | 1,0            |                                                                                 |
| * РЕН ТВ / РЕН ТВ Рязань (ТКР) | 60              | 1,0            | Вещание приостановлено.                                                         |

Телевизионные передающие антенны расположены на высоте башни от 140 до 180 метров.
* - Мосолово.

### Радиостанции
Все радиостанции транслируются в двух УКВ-диапазонах с ЧМ: 65,90-74,00 МГц (УКВ OIRT) и 87,50-108,00 МГц (УКВ CCIR).
| Название                         | Частота, МГц | Мощность, кВт | Высота АМС, м | Примечание                                                     |
| -------------------------------- | ------------ | ------------- | ------------- | -------------------------------------------------------------- |
| ТКР FM                           | 93,20        | 1,0           |               | RDS TKR-FM RYAZAN 270-294 WhatsAPP 8–910-505-09-32             |
| Радио Книга (план)               | 93,90        | 0,5           | 163           |                                                                |
| (план)                           | 95,30        | 1,0           | 164           |                                                                |
| Радио Звезда                     | 95,70        | 1,0           | 142           |                                                                |
| Детское Радио                    | 96,10        | 1,0           | 168           | RDS DETSKOE RADIO 99-19-29 RYZAN                               |
| Радио Дача                       | 96,50        | 1,0           | 173           | RDS RADIO DACHA 96,5 FM                                        |
| Юмор FM                          | 96,90        | 1,0           | 140           | RDS HUMOR FM RYAZAN 96.9 FM                                    |
| Европа Плюс                      | 97,30        | 1,0           | 162,5         | RDS EUROPA PLUS 97.3 FM. время                                 |
| Вести FM                         | 97,70        | 1,0           | 173           | С 18 июля 2016 тест. С 19 июля 2016 начал полноценное вещание. |
| Пи FM                            | 98,10        | 1,0           | 173           | RDS PI FM RYAZAN 98.1 FM                                       |
| Маяк                             | 99,10        | 1,0           | 173           |                                                                |
| Радио России                     | 99,70        | 1,0           | 173           |                                                                |
| Love Радио                       | 100,70       | 1,0           | 140           | RDS Love Ryazan                                                |
| Дорожное Радио                   | 101,50       | 1,0           | 164           | RDS DOPO*HOE                                                   |
| Авторадио                        | 102,00       | 1,0           | 140           | RDS *_ABTO_*                                                   |
| Радио Вера / Православная Рязань | 102,50       | 1,0           | 155           |                                                                |
| Like FM                          | 103,20       | 1,0           | 164           | RDS LIKE FM RYAZAN 103.2 FM                                    |
| NRJ                              | 104,10       | 1,0           | 168           | RDS ENERGY RYAZAN 40-50-20 104.1 FM                            |
| Новое Радио                      | 104,50       | 1,0           | 152           | RDS HOBOE 104,5 FM REKLAMA 50 104 5                            |
| Радио 7                          | 105,00       | 1,0           | 164           | RDS RADIO 7 RYAZAN 105.0 FM                                    |
| Ретро FM                         | 105,40       | 1,0           | 140           | RDS РЕТРО FM 105.4 FM время                                    |
| Радио Шансон                     | 105,90       | 1,0           | 140           | RDS SHANSON                                                    |
| Радио Мир                        | 106,30       | 1,0           | 163           |                                                                |
| Калина Красная                   | 106,70       | 1,0           | 140           | RDS KALINA KRASNAYA 106.7FM                                    |
| Mix FM                           | 107,20       | 1,0           | 140           | RDS MIX FM 107.2_FM RYAZAN. время                              |
| Русское Радио                    | 107,90       | 1,0           | 164           | RDS PYCCKOE                                                    |

У каждого канала производится дополнительное периодическое отключение на профилактику по установленному графику.